# 茅ヶ崎市立鶴が台小学校
茅ヶ崎市立鶴が台小学校（ちがさきしりつ つるがだいしょうがっこう）は、神奈川県茅ヶ崎市鶴が台にある公立小学校。

## 沿革

### 略歴
1968年（昭和43年）4月、茅ヶ崎市鶴が台に開校する。 1970年（昭和45年）4月に神奈川県放送教育実験校・茅ヶ崎市研究指定校となる。1975年（昭和50年）11月11日には、第20回視聴覚教育研究協力校感謝状を受賞する。

### 年表
出典
- 1968年（昭和43年）
  - 4月2日 - 開校式
  - 4月5日 - 入学式
- 1970年（昭和45年）
  - 3月23日 - 中学校校舎新築移転
  - 4月 - 神奈川県放送教育実験校・茅ヶ崎市研究指定校
- 1971年（昭和46年）1月27日 - 第2棟校舎増築工事完成
- 1973年（昭和48年）2月26日 - 第3棟増築工事完成
- 1974年（昭和49年）8月2日 - 第3棟増築工事完成
- 1975年（昭和50年）11月11日 - 第20回視聴覚教育研究協力校感謝状受賞
- 1976年（昭和51年）4月5日 - 茅ヶ崎市研究指定校(体育)
- 1977年（昭和52年）4月5日 - 円蔵小学校分離式 2年生から5年生583名移籍
- 1979年（昭和54年）2月26日 - 屋内運動場完成
- 1981年（昭和56年）8月31日 - プール完成
- 1994年（平成6年）3月31日 - 図書室改修
- 2001年（平成13年）3月 - 第2棟耐震工事完成
- 2003年（平成15年）3月13日 - 第3棟耐震工事及び給食場建設工事完成
- 2006年（平成18年）7月20日 - 第1棟1階2階改修工事
- 2007年（平成19年）6月10日 - 体育館耐震工事
- 2012年（平成24年）3月 - 図書室空調設備工事完了
- 2014年（平成26年）3月 - 第1音楽室空調設備工事完了
- 2017年（平成29年）11月11日 - 創立50周年記念式典
- 2019年（令和元年）6月 - 普通教室空調設備工事完了、防犯カメラ設備
- 2020年（令和2年）
  - 3月 - GIGAスクール無線LAN設置
  - 3月～ 5月 - 新型コロナウイルス感染症拡大防止のため臨時休業
- 2022年（令和4年）12月～3月 - 特別支援学級 ひまわり教室開設工事
- 2023年（令和5年）
  - 4月1日 - 特別支援学級 ひまわり教室開設
  - 6月1日 - 学校運営協議会設置（コミュニティースクール）

## 学校行事
| - 4月 始業式、入学式 - 5月 1年生を迎える会、遠足 - 6月 運動会、授業参観、プール開き | - 7月 - 8月 - 9月 修学旅行 | - 10月 前期終業式、後期始業式 - 11月 - 12月 | - 1月 - 2月 授業参観、6年生を送る会 - 3月 卒業式、修了式 |

## 通学区域
- 鶴が台(6街区から17街区)、高田1丁目(12番から15番)、円蔵(1番地から69番地・1291番地から1391番地・1912番地から1936番地・2016番地・2017番地・2022番地から2087番地・2093番地から2101番地・2127番地から2203番地・2505番地から2507番地及び2511番地(県道丸子中山茅ヶ崎線以東))、 円蔵2丁目(11番から16番)、香川(1丁目10番のライトタウン茅ヶ崎)[3]

## 進学先中学校
- 茅ヶ崎市立鶴が台中学校[3]

## 学区内の主な施設
- 茅ヶ崎市立鶴が台保育園
- 茅ヶ崎市立鶴が台中学校
- 茅ケ崎警察署鶴が台交番
- 茅ヶ崎鶴が台郵便局
- 新湘南バイパス

## 交通
JR東日本茅ケ崎駅から神奈川中央交通バスで約15分、鶴が台団地下車、徒歩1分